# 四国労働金庫
四国労働金庫（しこくろうどうきんこ、略称：四国労金（しこくろうきん）、英語：Shikoku Labour Bank）は、四国内4県の労働金庫（徳島県労働金庫・香川県労働金庫・愛媛県労働金庫・高知県労働金庫）が合併して誕生した労働金庫である。存続金庫は愛媛県労働金庫だが、本店は香川県高松市に置いている。2004年に新本店が落成した。

## 概要
2008年3月現在の営業店舗は、香川県に本店営業部と3支店1出張所、愛媛県に8支店、徳島県に6支店、高知県に6支店ある。直営ATMは、他行ATM利用時の手数料キャッシュバック制度の開始に前後して整理されたものの、香川県庁、徳島県庁、高知県庁、主要市役所等の官公庁や、企業、スーパーマーケットなどに設置されている。企業内ATMは設置箇所により、その企業の従業員のみ利用可能な場合と、一般利用者も利用可能な場合がある。また丸亀市に、瀬戸大橋支店という、ユニークな名称を持つ支店が開設されている。
徳島信用金庫とATM相互無料提携を行っており、同信金のキャッシュカードでは平日の日中と土曜日の日中の出金については手数料無料となる。

## 沿革
- 1952年（昭和27年） - 設立。
- 2007年（平成19年）6月1日 - インターネットバンキングによる定期預金開設のための口座店である、四国労働金庫インターネット四国支店が開業。
- 2013年（平成25年）4月1日 - 徳島県立中央テクノスクールが開校し、校内の多目的ホールの命名権を取得し「ろうきんホール」と命名される。